# Signora in piedi
Signora in piedi o Senhora em pé è un dipinto a olio su tela (118,3x211) realizzato a Milano nel 1912 dal pittore italiano Giuseppe Amisani, fa parte della collezione del Museo d'arte di San Paolo in Brasile dal 1961.